# دورين ريسين
دورين ريسين (مواليد 17 مارس 1974) هو سياسي مولدوفي يشغل منصب رئيس وزراء مولدوفا منذ فبراير 2023 وسبق له أن شغل منصب وزير الداخلية من يوليو 2012 حتى فبراير 2015.